# Bernard Prince
Bernard Prince é uma série de banda desenhada criada por Greg (argumento) e Hermann (desenhos), em 1966, no journal de Tintin. Até há data foram publicados em França 17 álbuns. No álbuns 14 e 15, Dany, nos 16 e 17 Édouard Aidans substituem Hermann como os desenhadores.
Bernard Prince é um antigo policia que navega a bordo do seu yacht, o Cormoran, na companhia de um velho marinheiro alcoólico, Barney Jordan, e de um jovem índio que se torna o seu pupilo, Djinn.

## Álbuns

### Edição daDistri Editora
- O Porto dos Loucos -

### EdiçãoMeribérica/Liber
- A cilada dos 100 000 dardos
- A Chama verde do conquistador - 1988
- O sopro de Moloch